# محمد يوتيف
محمد يوتيف او يوتايف (بالشيشانية: Ютаев Мохьмад) أو ماغوميد يوتايف (بالروسية: Магомед Ютаев)، وُلد عام 1980 في شالاجي وتوفي عام 1999، هو عسكري شيشاني شارك في الحرب الشيشانية الأولى والثانية خلال فترة مراهقته.

## السيرة الذاتية
في أوائل عام 1995، التحق محمد يوتايف طوعًا بميليشيا الدفاع الشعبي التابعة لجمهورية إشكيريا الشيشانية، وذلك للدفاع عنها في وجه الغزو الروسي الذي بدأ في ديسمبر 1994.
في يونيو 1995، تم اختياره للمشاركة في الغارة التي قادها شامل باسييف على مدينة بوديونوفسك، والتي اعتُبرت نقطة تحول في مسار الحرب لصالح الاستقلاليين الشيشان. وقد وصفه العديد من المشاركين في الغارة لاحقًا بـ"الشجاع" و"الجريء"، رغم صغر سنه الذي لم يتجاوز حينها 15 عامًا.
في 21 مايو 1996، أجرى مقابلة مع موفد من القناة الرئاسية الشيشانية، ما ساهم في شهرته على المستوى الوطني.
في أغسطس 1996، شارك في عملية "الجهاد" التي مكنت الاستقلاليين من تحرير أجزاء من العاصمة غروزني، وتحقيق الانتصار في الحرب الشيشانية الأولى.
وفي أواخر عام 1999، ألقت القوات الروسية القبض عليه في بداية الحرب الشيشانية الثانية . من المفترض أنه مات نتيجة التعذيب الذي تعرض له في السجون الروسية، ويعتبره مقاتلو الاستقلال الشيشان شهيدًا. ومع ذلك، بما أنه لم يتم العثور على رفاته مطلقًا، فهناك شائعات حول بقائه على قيد الحياة.